# Список объектов всемирного наследия ЮНЕСКО в Панаме
В спи́ске объе́ктов Всеми́рного насле́дия ЮНЕ́СКО в Пана́ме значатся 5 наименований (на 2012 год), это составляет 0,4 % от общего числа (1248 на 2025 год). 2 объекта включены в список по культурным критериям, 3 объекта — по природным. Укрепления Портобело и Сан-Лоренцо признаны шедевром человеческого созидательного гения (критерий i) и находятся в Списке всемирного наследия, находящегося под угрозой. Национальный парк Дарьен и резерваты Таламанка-Рейндж и Ла-Амистад признаны природными феноменами или пространствами исключительной природной красоты и эстетической важности (критерий vii).
Панама ратифицировала Конвенцию об охране всемирного культурного и природного наследия 3 марта 1978 года. Первый объект на территории Панамы был занесён в список в 1980 году на 4-й сессии Комитета всемирного наследия ЮНЕСКО.

## Список
| # | Изображение | Название | Провинция                                                                          | Время создания | Год внесения в список | №    | Критерии         |
| - | ----------- | --- | ---------------------------------------------------------------------------------- | -------------- | --------------------- | ---- | ---------------- |
| 1 |             | Укрепления на карибском побережье Панамы: Портобело и Сан-Лоренсо (исп. Fortificaciones de la costa caribeña de Panamá: Portobelo y San Lorenzo)                   | Колон                                                                              | XVI—XVIII века | 1980                  | 135  | i, iv            |
| 2 |             | Национальный парк Дарьен (исп. Parque Nacional del Darién) | Дарьен                                                                             | 1980           | 1981                  | 159  | vii, ix, x       |
| 3 |             | Резерваты Таламанка-Рейндж и Ла-Амистад (исп. Reservas de la Cordillera de Talamanca–La Amistad /Parque Nacional de la Amistad)                                    | Коста-Рика: Сан-Хосе, Картаго, Лимон, Пунтаренас · Панама: Бокас-дель-Торо, Чирики | —              | 1983                  | 205  | vii, viii, ix, x |
| 4 |             | Археологические памятники Панама-Вьехо (Старой Панамы) и историческая часть города Панама (исп. Sitio arqueológico de Panamá Viejo y distrito histórico de Panamá) | Панама                                                                             | 1519           | 1997                  | 790  | ii, iv, vi       |
| 5 |             | Национальный парк Койба и его особо охраняемая акватория (исп. Parque Nacional de Coiba y su zona especial de protección marina)                                   | Верагуас, Чирики                                                                   | 1992           | 2005                  | 1138 | ix, x            |